# میتسوبیشی ایرکرفت کورپوریشن

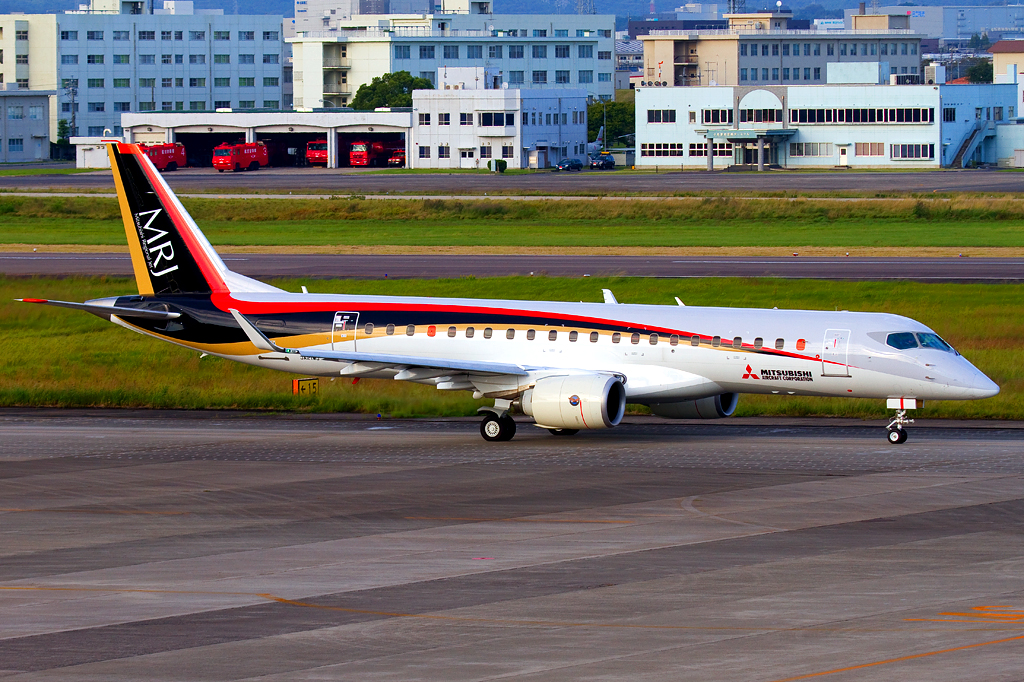
اولین نمونه میتسوبیشی اسپیس‌جت (MRJ) در فرودگاه ناگویا در کماکی (2015)

میتسوبیشی ایرکرفت کورپوریشن (三菱航空機株式会社)  یک شرکت ژاپنی است که به توسعه، تولید، فروش و پشتیبانی هواپیماهای مسافربری میتسوبیشی اسپیس‌جت (پیش‌تر MRJ) اختصاص داده شده‌است. ساخت این هواپیما توسط شرکت مادر صنایع سنگین میتسوبیشی (MHI) انجام می‌شود.